# François Xavier Dumonceau
François Xavier Marie Joseph Dumonceau est un homme politique français né le 25 octobre 1759 à Douai (Nord) et décédé le 1er septembre 1815 au même lieu.
Avocat à Douai, il est élu député du Nord au Conseil des Cinq-Cents le 25 germinal an VII. Il quitte la politique après le coup d'État du 18 Brumaire.

## Sources
- « François Xavier Dumonceau », dans Adolphe Robert et Gaston Cougny, Dictionnaire des parlementaires français, Edgar Bourloton, 1889-1891 [détail de l’édition]